# Jaeden Martell
Jaeden Martell, geboren als Jaeden Wesley Lieberher, (Philadelphia, 4 januari 2003) is een Amerikaans acteur. Hij is bekend voor zijn rollen in de films St. Vincent als Oliver Bronstein, Midnight Special als Alton Meyer, The Confirmation als Anthony, The Book of Henry als Henry en in It als Bill Denbrough.
Hij is de zoon van Angela Martell en Wes Lieberher. 

## Filmografie

### Films
| Jaar | Titel                | Rol                  | Opmerkingen                              |
| ---- | -------------------- | -------------------- | ---------------------------------------- |
| 2013 | Grief                | The Child            | korte film, vermeld als Jaeden Lieberher |
| 2014 | St. Vincent          | Oliver Bronstein     | vermeld als Jaeden Lieberher             |
| 2014 | Playing It Cool      | 6 Year Old Me        | vermeld als Jaeden Lieberher             |
| 2015 | Aloha                | Mitchell             | vermeld als Jaeden Lieberher             |
| 2016 | Midnight Special     | Alton Meyer          | vermeld als Jaeden Lieberher             |
| 2016 | The Confirmation     | Anthony              | Hoofdrol, vermeld als Jaeden Lieberher   |
| 2017 | The Book of Henry    | Henry Carpenter      | Hoofdrol, vermeld als Jaeden Lieberher   |
| 2017 | It                   | Bill Denbrough       | Hoofdrol, vermeld als Jaeden Lieberher   |
| 2019 | It Chapter Two       | Jonge Bill Denbrough |                                          |
| 2019 | Knives Out           | Jacob Thrombey       |                                          |
| 2022 | Metal Lords          | Kevin                |                                          |
| 2022 | Mr. Harrigan's Phone | Craig                |                                          |
| 2024 | Y2K                  | Eli                  |                                          |
| 2024 | Arcadian             | Joseph               |                                          |

### Televisie
| Jaar      | Titel           | Rol            | Opmerkingen                                   |
| --------- | --------------- | -------------- | --------------------------------------------- |
| 2015–2016 | Masters of Sex  | Johnny Masters | 11 afleveringen, vermeld als Jaeden Lieberher |
| 2020      | Defending Jacob | Jacob Barber   | Apple TV original                             |

## Prijzen en nominations
| Jaar | Prijs                                              | Categorie                                                       | Werk        | Resultaat   |
| ---- | -------------------------------------------------- | --------------------------------------------------------------- | ----------- | ----------- |
| 2014 | Las Vegas Film Critics Society Awards              | Youth in Film                                                   | St. Vincent | Gewonnen    |
| 2014 | Phoenix Film Critics Society Awards                | Best Performance by a Youth in a Lead or Supporting Role - Male | St. Vincent | Gewonnen    |
| 2014 | Washington DC Area Film Critics Association Awards | Best Youth Performance                                          | St. Vincent | Genomineerd |
| 2015 | Broadcast Film Critics Association Awards          | Best Young Actor                                                | St. Vincent | Genomineerd |
| 2015 | Online Film & Television Association               | Best Youth Performance                                          | St. Vincent | Genomineerd |